# (11755) Paczynski
Pour les articles homonymes, voir Paczynski.
(11755) Paczynski est un astéroïde de la ceinture principale.

## Description
(11755) Paczynski est un astéroïde de la ceinture principale. Il fut découvert le 24 septembre 1960 à l'Observatoire Palomar par Cornelis Johannes van Houten, Ingrid van Houten-Groeneveld et Tom Gehrels. Il présente une orbite caractérisée par un demi-grand axe de 2,38 UA, une excentricité de 0,15 et une inclinaison de 2,8° par rapport à l'écliptique. 
(11755) Paczynski a été nommé ainsi le 6 mars 2004 en l'honneur de l'astronome et astrophysicien polonais Bohdan Paczyński (1940–2007).

## Compléments